# Peitlerkofel
Der Peitlerkofel (ladinisch Sas de Pütia, italienisch Sass de Putia) ist mit 2875 m der höchste Berg der Peitlerkofelgruppe in den Dolomiten in Südtirol, Italien. Er liegt auf dem Gebiet der Gemeinde St. Martin in Thurn und des Naturparks Puez-Geisler.
Wegen seiner Randlage in den Dolomiten und der steilen Nordabbrüche wird der Peitlerkofel als nordwestlicher Eckpfeiler der Dolomiten bezeichnet.
Der 2813 Meter hohe westliche Nebengipfel wird als Kleiner Peitler bezeichnet.
Die Bergtour auf den Gipfel erfordert ab der Scharte zwischen Kleinem Peitler und Peitlerkofel auf einigen Kletterstellen (Schwierigkeitsgrad I) Trittsicherheit und Schwindelfreiheit. Hier sind Sicherungsseile installiert. Der Kleine Peitler kann erwandert werden.
Möglicher Ausgangspunkt ist die Zanser Alm (1.689 m) bei St. Magdalena in Villnöß. Der Aufstieg erfolgt über Gampenalm (2062 m), Schlüterhütte (2301 m) und Peitlerscharte (2357 m). Zur Peitlerscharte kann man auch vom Würzjoch oder von Campill (lad. Longiarü) in St. Martin in Thurn aufsteigen.
In der Nähe des Würzjochs westlich des Peitlerkofels befinden sich die Alpe Fornella und die Ütia de Göma, wo eingekehrt werden kann. Auch auf der östlichen Seite (in Richtung Campill) liegt eine Jausenstation, die Ütia Vaciara. Um den Peitlerkofel herum führt ein Wanderweg.

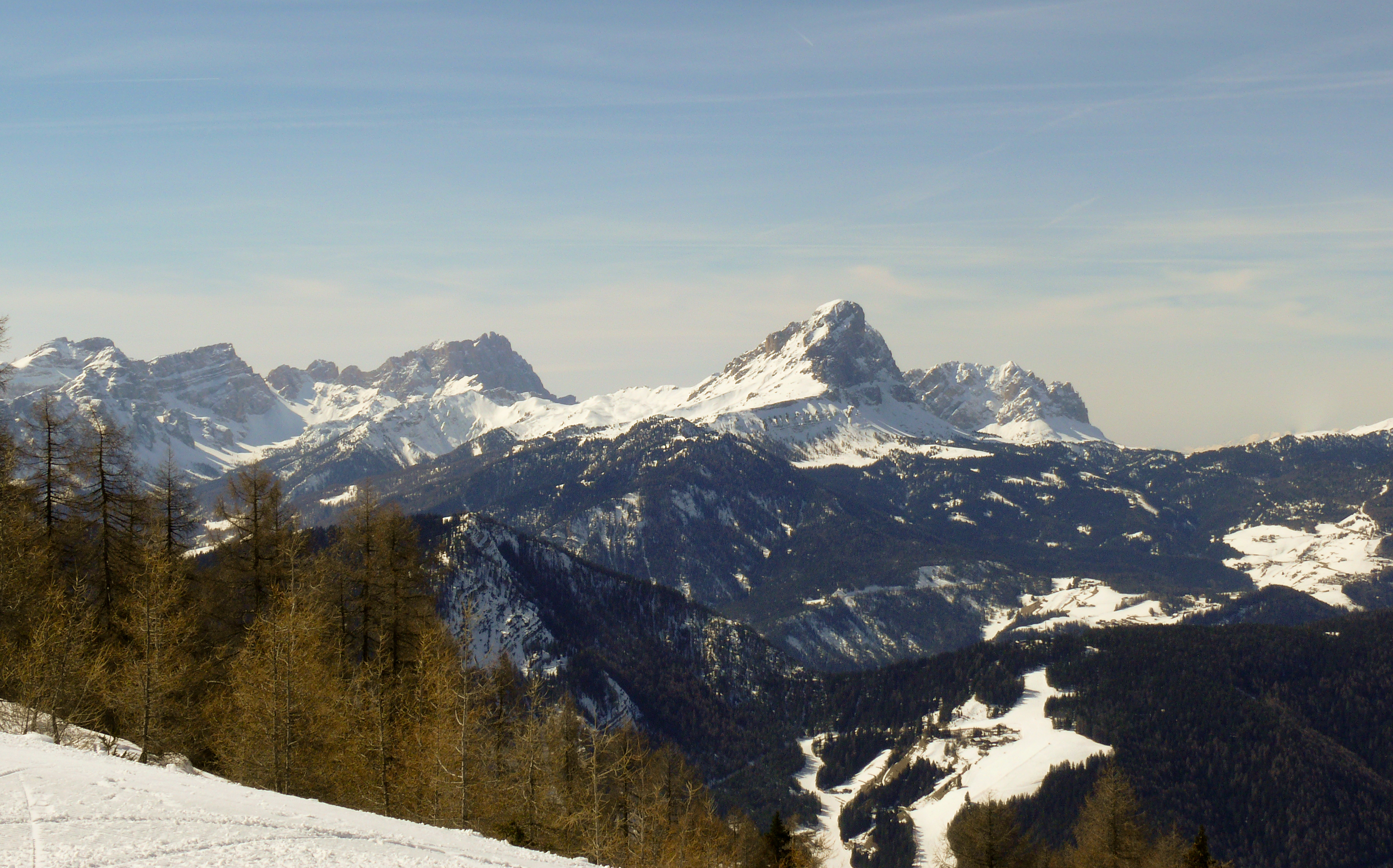
Blick vom Furkelpass
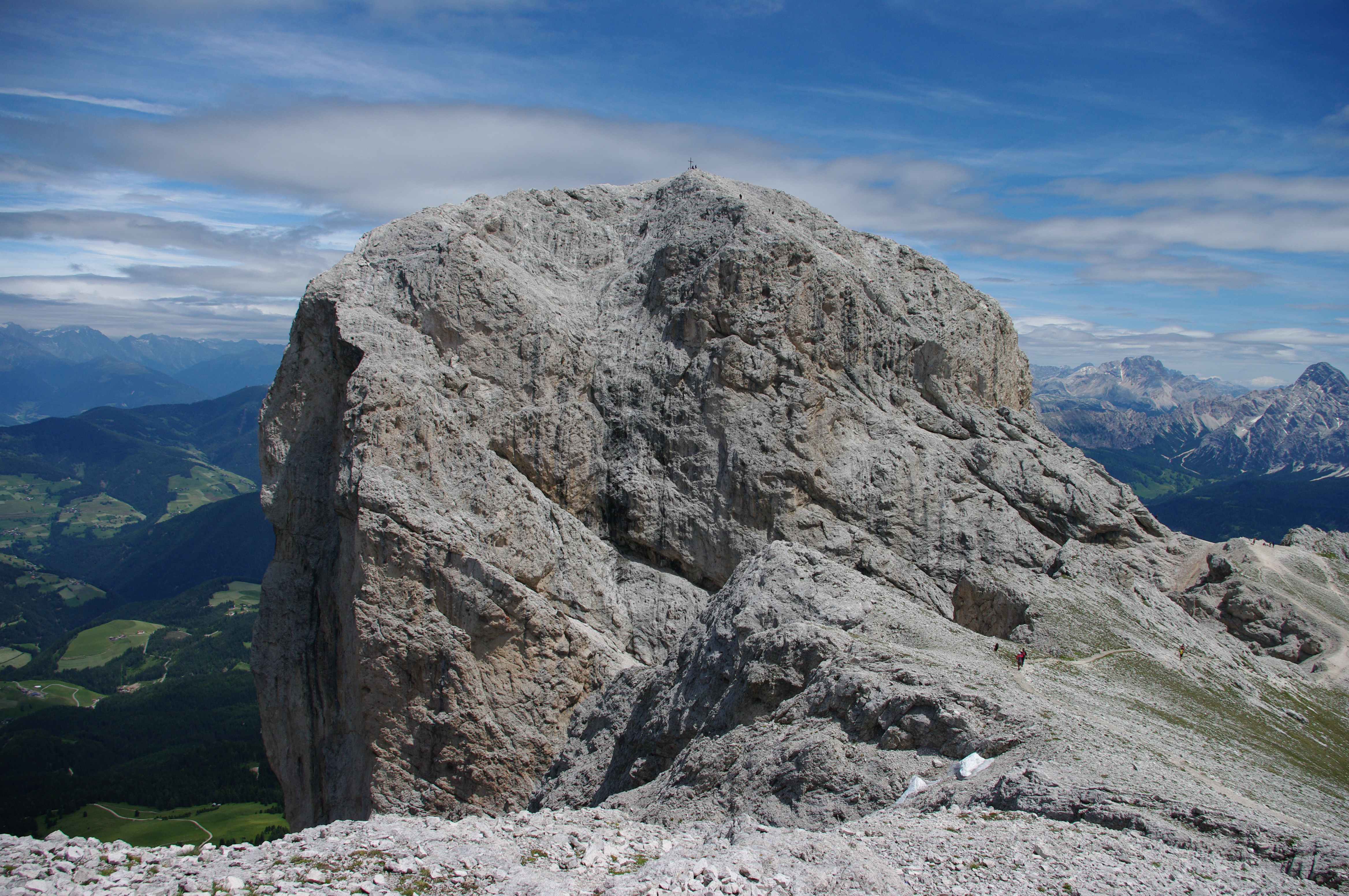
Gipfel des Peitlerkofels vom Kleinen Peitler
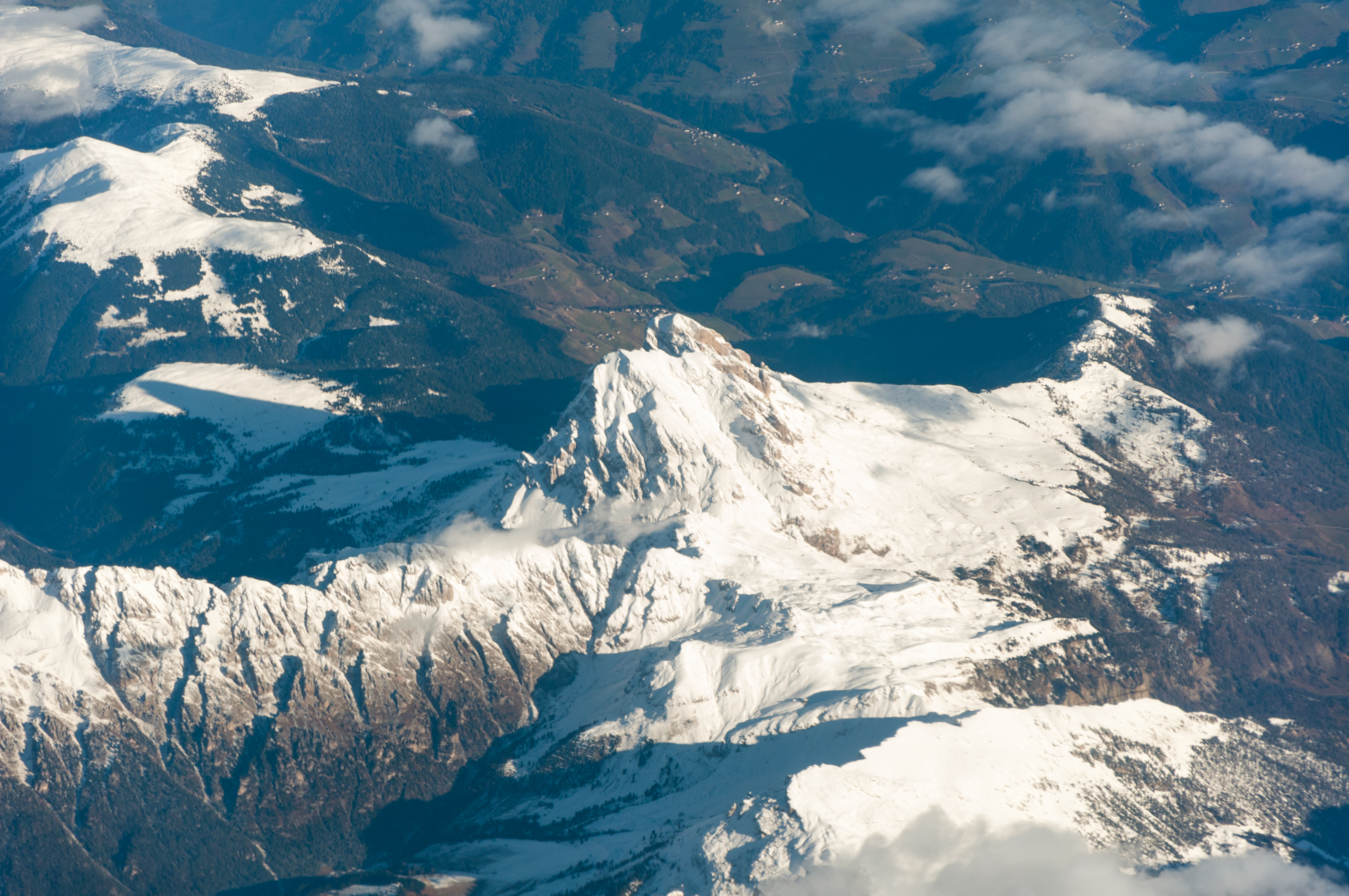
Luftaufnahme